# Rosemary Seninde
Rosemary Nansubuga Seninde, cũng Rosemary Nansubuga Sseninde (nhũ danh Rosemary Nansubuga) (sinh ngày 7 tháng 1 năm 1965), là một nhà giáo dục và chính trị gia người Uganda. Bà là Bộ trưởng Bộ Giáo dục Tiểu học trong Nội các ở U-crai-na. Bà được bổ nhiệm vào vị trí đó vào ngày 6 tháng 6 năm 2016, thay thế John Chrysostom Muyingo, người trở thành Bộ trưởng Giáo dục Đại học. Bà đồng thời phục vụ với tư cách là Đại diện Phụ nữ của Quận Wakiso trong Quốc hội của Uganda.

## Bối cảnh và giáo dục
Rosemary Nansubuga được sinh ra ở quận Wakiso vào ngày 7 tháng 1 năm 1965. Bà đến trường tiểu học nội trú St. Agnes ở Naggalama để học tiểu học. Sau đó, bà theo học trường trung học cơ sở St. Joseph ở Nsambya để theo học O-Level, tốt nghiệp năm 1982. Bà học tại Trinity College Nabbingo cho mức A-Level, tốt nghiệp năm 1985.
Năm 1997, bà đã nhận được Chứng chỉ giảng dạy từ Đại học Lady Irene, ở Ndejje, hiện là một phần của Đại học Ndejje. Năm sau, bà tham gia khóa học kéo dài 10 tuần tại Học viện đào tạo mở rộng công nghiệp nhỏ quốc gia (NISIET), tại thành phố Hyderabad, Ấn Độ, tốt nghiệp với chứng chỉ.
Năm 2001, Nansubuga tốt nghiệp Văn bằng Giáo dục, được trao tặng bởi Viện Giáo dục Giáo viên (ITEK), hiện là thành phần của Đại học Kyambogo. Năm 2005, bà tốt nghiệp Cử nhân Nghệ thuật Quản lý Nhân sự, do Đại học Makerere trao tặng. Sau năm 2009, bà được trao bằng thạc sĩ nghệ thuật về đạo đức và quản lý công cộng.

## Dạy học
Nansubuga bắt đầu sự nghiệp giảng dạy vào năm 1987, với tư cách là giáo viên / người hướng dẫn tại một trường tiểu học nội trú, phục vụ trong khả năng đó cho đến năm 1994. Sau đó, bà chuyển đến trường trung học cơ sở Wampeewo với tư cách là một giáo viên, phục vụ trong khả năng đó cho đến năm 2000. Năm 2001, trong khoảng thời gian chưa đầy một năm, Nansubuga làm việc như một trợ giảng / người hướng dẫn tại Trường Cao đẳng Sư phạm Shimoni.

## Chính trị
Năm 2001, Nansubuga tham gia chính trị ở Uganda và được bầu vào Quốc hội Uganda, đại diện cho phụ nữ của quận Wakiso. Bà được tái đắc cử vào năm 2006, 2011 và 2016, và là dân biểu đương nhiệm. Trong nội các được bổ nhiệm vào ngày 6 tháng 6 năm 2016, Nansubuga được bổ nhiệm làm Bộ trưởng Nhà nước về giáo dục tiểu học.